# Johann Christian Wiegleb
Johann Christian Wiegleb (ur. 21 grudnia 1732 w Langensalza (Turyngia), zm. 16 stycznia 1800 tamże) – niemiecki aptekarz i chemik.
W roku 1776 został członkiem Cesarskiej Niemieckiej Akademii Przyrodników (Kaiserliche Deutsche Akademie der Naturforscher), tzw. Leopoldiny. Trzy lata później założył pierwszą prywatną szkołę dla aptekarzy. W roku 1779 odkrył kwas szczawiowy.

## Publikacje
- Acidum pinguis (1767)
- Artykuły w pierwszym periodyku chemicznym Chemisches Journal wydawanym przez Lorenza von Crell w latach 1778–1784
- Handbuch der allgemeinen Chemie